# Lucinda Evans
Lucinda Collette Evans (Cidade do Cabo, 24 de agosto de 1972) é uma ativista e feminista sul-africana dos direitos das mulheres. Ela é conhecida por ter liderado marchas em todo o país e foi uma das oradoras no protesto #AmINext em frente ao parlamento da África do Sul, apelando a uma ação governamental contra a violência baseada no gênero e o feminicídio.

## Primeiros anos
Lucinda Evans nasceu no Distrito Seis, Cidade do Cabo, e foi realocada para Lavender Hill como resultado da Lei de Áreas de Grupo quando tinha cinco anos de idade. Aos nove anos, ela decidiu trabalhar no desenvolvimento comunitário, e começou o trabalho voluntário no Hospital da Cruz Vermelha. Depois de se formar na Faculdade de Educação da Cidade do Cabo em 1996, ela fez trabalho comunitário com foco na violência de gênero e na prevenção do HIV em KwaZulu-Natal, Cabo Oriental e Beaufort West, onde desempenhou um papel fundamental na abertura do primeiro serviço de ambulância.

## Filantropia
Em 2008, depois de testemunhar mais uma vez um homem abusando de sua esposa na rua, ela finalmente decidiu iniciar sua própria organização sem fins lucrativos: a "Philisa Abafazi Bethu", expressão em língua Xossa que significa "Curar Nossas Mulheres". Em sua organização, Lucinda Evans apoia vítimas de violência doméstica, estupro e abuso de todos os tipos. Embora o seu foco inicial fosse apoiar mulheres e crianças, Philisa Abafazi Bethu agora também trabalha com homens, pessoas não-binárias e famílias inteiras.
Lucinda Evans iniciou a organização em sua própria sala de estar e garagem em Lavender Hill; com apenas um grupo de apoio para mulheres e um programa extracurricular para crianças. Desde fundação, a Philisa Abafazi Bethu cresceu rapidamente para oferecer não apenas grupos de apoio às mulheres e programas pós-escola para crianças, mas também tem um grupo para idosos vítimas de abuso, um grupo de jovens, uma espaço de acolhimento de bebês, uma clínica jurídica, um abrigo para mulheres, e um abrigo seguro para membros da comunidade LGBTQIA+ que foram vítimas de violência sexual. Ambas as casas seguras são atualmente os únicos abrigos de emergência na região que aceitam pessoas independentemente da cor da pele, da origem social, das condições médicas prevalecentes ou vícios.
Em 2017, Lucinda Evans e sua equipe ajudaram a família de Rene Roman, assassinada aos 13 anos de idade, fornecendo-lhes apoio emocional e ajudando-os na busca pela filha. Desde então, ela formou uma equipe de busca que sai regularmente quando crianças e mulheres desaparecem.
Como resultado da violência contínua contra mulheres e crianças e das tarefas crescentes dos ativistas, Lucinda trabalha com vários assistentes sociais que oferecem aconselhamento diário às pessoas de Lavender Hill e das comunidades vizinhas. Desde 2020, os projetos de Philisa Abafazi Bethu - com exceção do abrigo para mulheres - estão todos sob a égide do Centro Familiar Philisa Abafazi Bethu em Steenberg.
Lucinda Evans tem sido politicamente ativa contra a violência sexual e o feminicídio durante toda a sua vida e iniciou e participou em muitas ações de protesto na África do Sul. Por exemplo, ela é a iniciadora e coordenadora do "One Billion Rising South Africa" e foi fundamental no início da ação de protesto "Am I Next? / #amInext?", na qual pessoas de todo o país protestaram contra a crescente violência sexual na África do Sul.

## Prêmios e reconhecimento
- Comissária infantil em Western Cape.[16]
- 2016 - homenageada com o Chevalier de la Légion d'Honneur do embaixador da França na África do Sul.[4]
- 2019 - 100 mulheres da BBC.[1][17]